# Deyrawa
Los Djerawa Deyrawa, Deyrava  o Jarawa forman una tribu bereber que pertenece a los zenata que, como toda población de las tribus zenata del Magreb, tienen a Medghassen como el antepasado común.
Actualmente, varias tribus de Chaoui provienen de esta Confederación, en el este de Argelia y en el Aurès.
Según Ibn Jaldún, Kahina (l-Kahna) era de esta tribu. L-Kahna, lideró la resistencia bereberes a la invasión árabe a finales de los años 600s. Una tribu bereber de Zenati perteneciente a la tribu Iznassen en el noreste de Marruecos todavía lleva el nombre de Jerawa. 